# 重光塔
重光塔，位于中国河北省张家口市赤城县龙关镇，为张家口市赤城县的一个全国重点文物保护单位，类型为古建筑，公布时间为2013年5月。
重光塔的历史年代为明代。